# Hannah-Arendt-Institut für Totalitarismusforschung
Le Hannah-Arendt-Institut für Totalitarismusforschung (en français : Institut Hannah-Arendt de recherche sur le totalitarisme) (HAIT) est un institut attaché à l'université technique de Dresde, en Allemagne qui se consacre à l'analyse comparative des dictatures. Une attention particulière est portée aux structures du national-socialisme et du communisme, aux conditions dans lesquelles sont apparues ces idéologies, et à leurs répercussions dans le monde moderne.
Le nom de l'institut est un hommage à la philosophe et politologue germano-américaine Hannah Arendt, dont l'ouvrage principal Les Origines du totalitarisme (1951) est considéré comme l'un des ouvrages les plus influents du XXe siècle dans le débat académique portant sur les systèmes de gouvernement totalitaires,.

## Recherche
L'activité de recherche de l'institut se concentre sur l'analyse comparée des dictatures, et leurs effets historico-politiques sur les sociétés libres et démocratiques. Selon ses statuts, l'institut procède à une enquête systématique sur les développements politiques, sociaux et culturels sous la dictature nazie ainsi que sous la dictature est-allemande. Un accent particulier est mis sur l'analyse de l'opposition et de la résistance à ces deux dictatures allemandes du XXe siècle. En outre, des approches comparatives d'autres régimes fascistes et socialistes d'État font partie du programme de recherche, tout comme l'examen de la transformation politique, économique et sociale dans les pays post-communistes après 1989. L'institut étudie également les défis actuels qui se posent à la démocratie, les menaces qui planent sur elle, en particulier à travers les régimes autocratiques et fondamentalistes, ainsi que les tendances et mouvements extrémistes, racistes et antisémites.
Les travaux de recherche s'effectuent sur plusieurs domaines :
- Recherche sur la dictature nationale-socialiste
- Recherches sur l'histoire des dictatures communistes, en particulier la dictature du SED
- Recherche sur les transformations dans une perspective comparative internationale
- Fondements théoriques et historiographiques de la recherche sur la dictature
- Recherche sur l'extrémisme politique